# Ernst-August-Palais

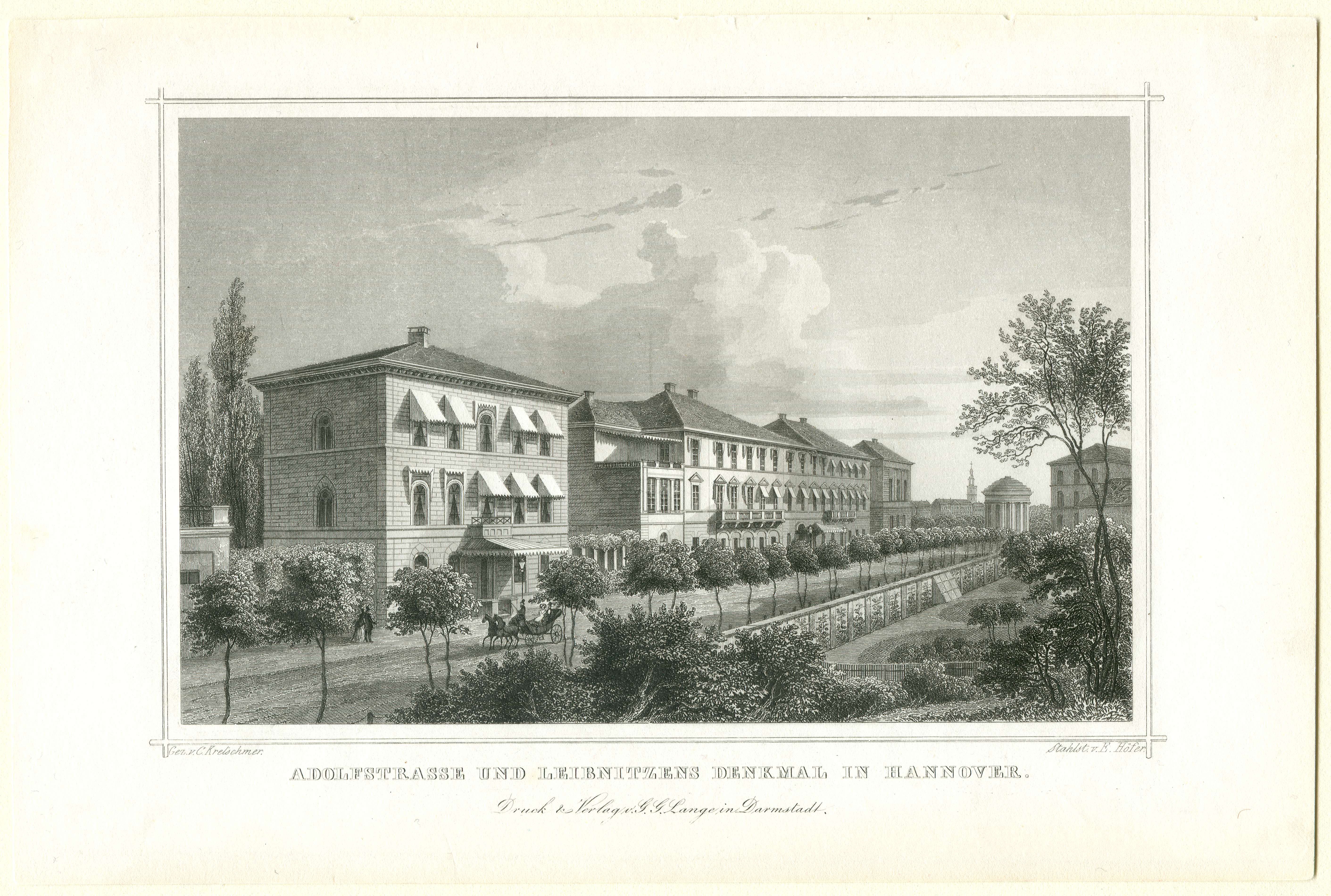
Das dreiteilige Ernst-August-Palais und der Leibniztempel an der Adolfstraße;
Stahlstich von E. Höfer nach Wilhelm Kretschmer, 1857

Das Ernst-August-Palais in Hannover war ein im Königreich Hannover für das Kronprinzen- und spätere Königspaar Georg und Marie errichtetes Palais. Standort des Gebäudes war ein lange unbefestigtes Trümmergrundstück an der Adolfstraße im Stadtteil Calenberger Neustadt, auf dem seit dem Jahr 2018 eine Wohnbebauung entsteht.

## Geschichte

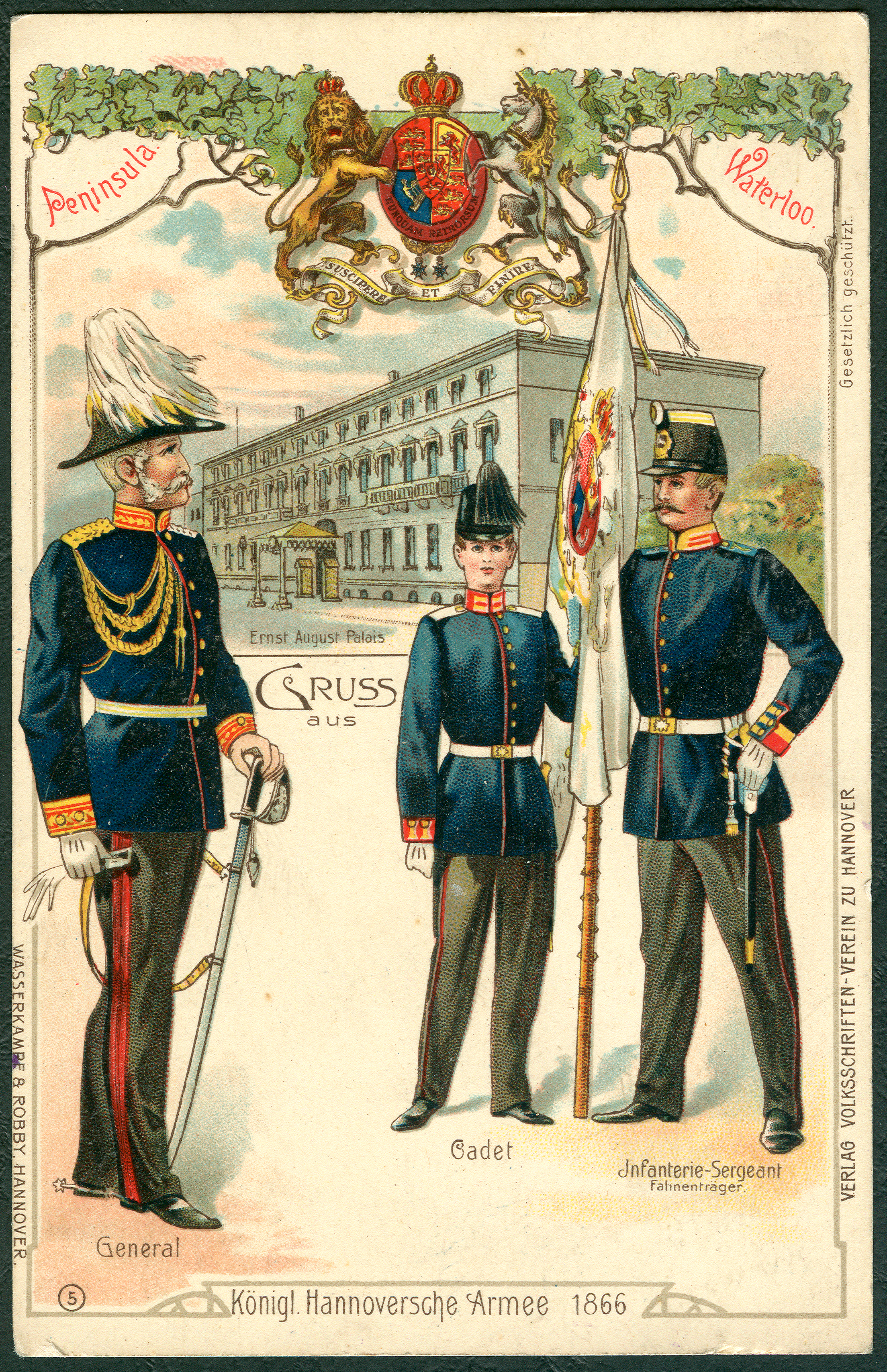
Der 1847 durch Molthan errichtete Verbindungsbau des Palais, im Vordergrund beispielhafte Uniformträger der Königlich Hannoverschen Armee;
lithografierte Ansichtskarte

Nachdem in dem noch jungen Königreich Hannover 1834 in Hannover die nach dem Vizekönig Adolph Friedrich benannte Adolfstraße angelegt worden war, errichtete dort der Hofmaurermeister und Senator Ernst Ludwig Taentzel 1836 zwei Villen nebeneinander. Nur wenig später wollte das Oberhofmarschallamt 1839 die beiden Immobilien erwerben, konnte jedoch anfangs nur das dem Leibniztempel am Waterlooplatz nächstgelegene Gebäude mit der Hausnummer 2 kaufen, das dann „die hofamtliche Bezeichnung Ernst-August-Palais erhielt“. Die Villa wurde daraufhin 1841 Wohnsitz des Kronprinzen und späteren Königs Georg V. bis zu seiner Hochzeit mit Marie von Sachsen-Altenburg 1843.

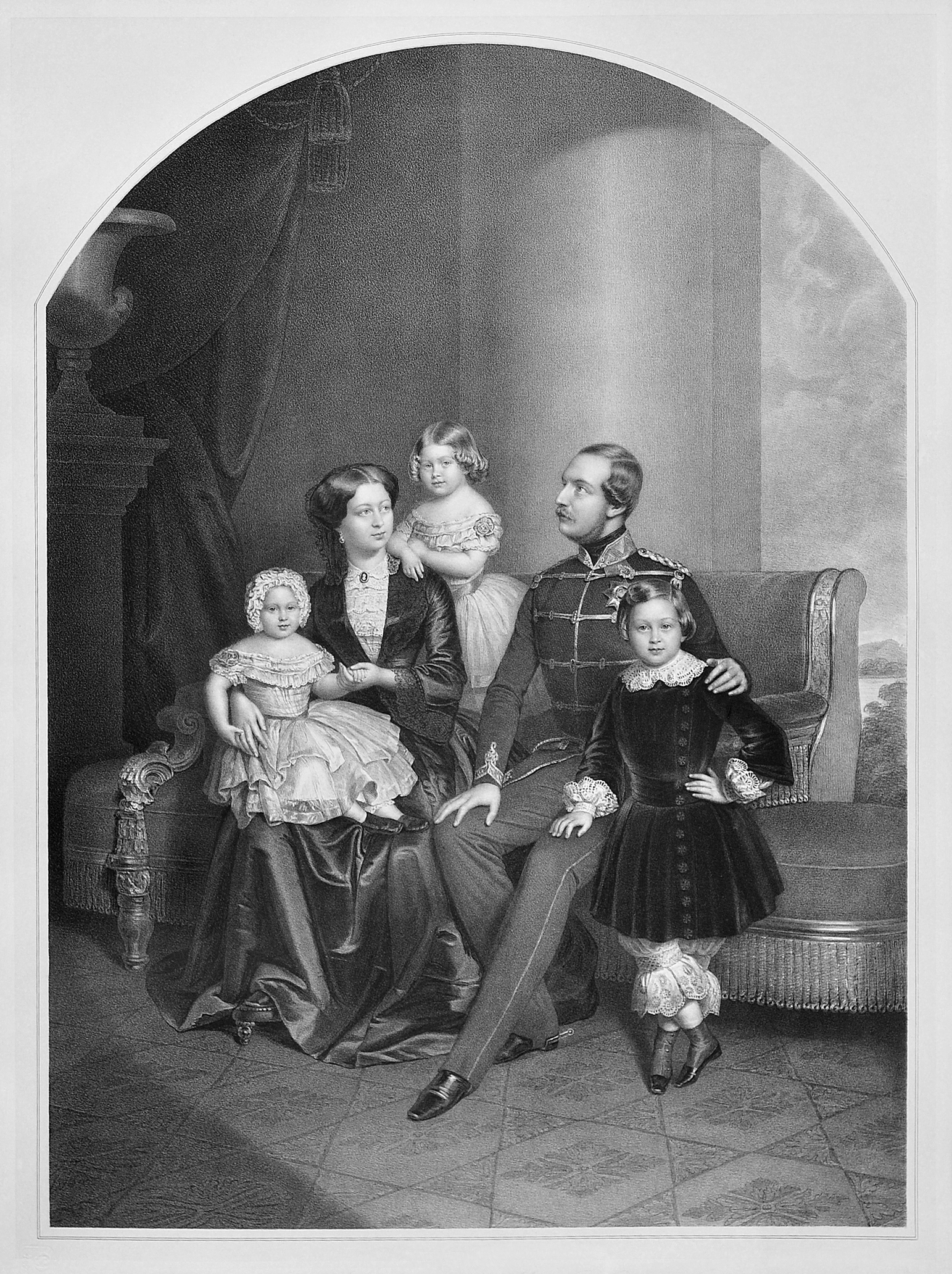
Georg V., König von Hannover, seine Frau Marie von Sachsen-Altenburg und die Kinder Kronprinz Ernst August, Prinzessin Friederike und Prinzessin Marie

Nachdem 1845 auch der Ankauf der zweiten Villa (Hausnummer 3) gelungen war, entwarf der Hofbaumeister Justus Heinrich Jakob Molthan auftragsgemäß ein Saalgebäude als Verbindungsbau zwischen den beiden Villen. Nach der Fertigstellung und Einrichtung des so entstandenen Palais zog das Kronprinzenpaar mit seinem unterdessen geborenen Sohn Ernst August vom Fürstenhof in das Ernst-August-Palais und wohnte dort bis zur Thronbesteigung 1851. In dieser Zeit, in der das Kronprinzenpaar „ein zurückgezogenes, beschauliches Leben [führte], das ihm bei den Bürgern Hannovers viel Sympathie einbrachte“, wurden auch die Töchter Friederike (1848–1926) und Marie (* 1849) geboren.
1850 hatte der Schwiegervater von Kronprinz Georg, Herzog Joseph von Altenburg, die westlich an das Palaisgrundstück angrenzende Immobilie erworben. Das dortige Haus war ursprünglich 1833 durch den Hofmaurermeister Christoph August Gersting errichtet worden und wurde nun 1850 durch einen eingeschossigen Flügelbau ergänzt. Dabei wurde die Frontfassade des Ursprungsbaus zur Adolfstraße verändert. Nachdem Königin Marie 1859 ein anderes Wohnhaus für Herzog Joseph an der Straße Lange Laube angekauft hatte, erwarb das Oberhofmarschallamt das Gebäude an der Adolfstraße. Es diente anschließend verschiedenen Zwecken, etwa der Aufnahme der Gemäldesammlung aus dem Georgengartenpalais und aus dem Welfenmuseum, als Familienmuseum der Welfen oder auch zur Unterbringung des Reliquienschatzes.
Das Ernst-August-Palais aber wurde ab 1851 vor allem für Fremdenbesuche eingerichtet.
Nach der Schlacht bei Langensalza und der Annexion des Königreichs Hannover durch Preußen wurde die Staatsgebäude an der Adolfstraße von der nunmehr Preußischen Regierung an deren Militärverwaltung überwiesen und wurden damit Eigentum des Reichsmilitärfiskus.
Nachdem zur Zeit des Nationalsozialismus das Gesetz zur Wiedererlangung der Wehrhoheit und der Wehrfreiheit erlassen worden war, wurde das Ernst-August-Palais in der Adolfstraße 2 als Wehrersatzinspektion umfunktioniert, mit dem auch der Zeitzeuge Gottfried Benn in Berührung kam.
Nach den Luftangriffen auf Hannover im Zweiten Weltkrieg, durch die die Stadt Hannover zu 48 Prozent zerstört wurde, blieb vom Ernst-August-Palais letztlich ein Trümmergrundstück. 1972 erfolgte ein Rückbau von noch bestehenden Gebäuden mit der Einebnung der Fläche, die seither als unbefestigter Parkplatz genutzt wurde.

## Neubebauung

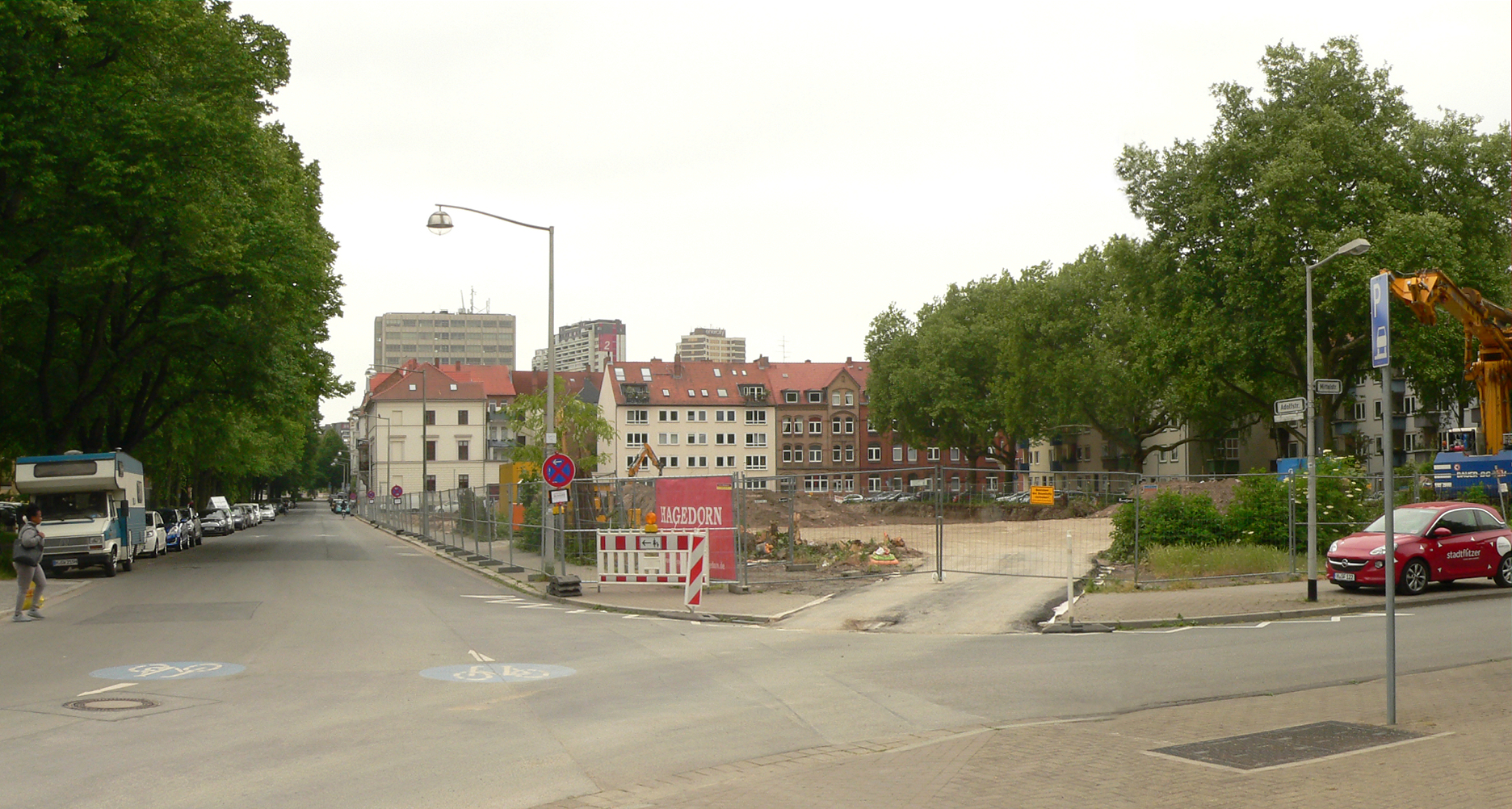
Der unbefestigte Parkplatz zu Beginn der Umbauten im Zuge von Hannover City 2020 +, 2018

Im Zuge der innerstädtischen Umgestaltungsmaßnahmen Hannover City 2020 + galt das lange als Parkplatz genutzte frühere Trümmergrundstück als „Potenzialfläche“ für einen privatwirtschaftlich finanzierten Wohnungsbau. Der unbefestigte Parkplatz hatte eine Größe von rund 5600 Quadratmetern Fläche und galt als das letzte große Baugrundstück der Innenstadt. Den Planungen zufolge entstanden darauf (von 2018 bis 2021) 130 Wohnungen und eine Kindertagesstätte. Vor Beginn der Baumaßnahmen erfolgen auf dem Areal stadtarchäologische Untersuchungen, da mit dem Vorkommen von Bodendenkmalen gerechnet wird. Dabei kann es sich um Teile der Stadtbefestigung Hannover wie auch um Reste von Wohn- und Militärgebäuden aus der 2. Hälfte des 19. Jahrhunderts handeln.

## Archivalien
Laut dem Denkmalpfleger Arnold Nöldeke, der in seinem 1932 erschienenen Buch Die Kunstdenkmäler der Provinz Hannover (siehe Literatur) eine Fassadenzeichnung der ehemaligen Villa Adolfstraße 2 im „Zustand 1836“ abgebildet hat, lag in der damaligen Baupolizei-Akte für das Haus des Herzogs von Altenburg eine Fassadenzeichnung von 1833 bei.